# Macrothylacia
Genre
Le genre Macrothylacia regroupe des insectes lépidoptères de la famille des Lasiocampidae, et de la sous-famille des Lasiocampinae.

## Systématique
- Le genre a été décrite par l’entomologiste français Pierre Rambur, en 1866[1].

L’espèce type pour le genre est Macrothylacia rubi (Linné, 1758)

### Synonymie
- Lachnocampa Wallengren, 1869[2]
- Macrotylasia Peyron, 1909[3]

### Taxinomie
Liste des espèces
- Macrothylacia diagramma Meade-Waldo, 1905.
- Macrothylacia rubi (Linnaeus, 1758) — Bombyx de la ronce ou pour la chenille : polyphage ou anneau du diable.